# 올랑데즈 소스

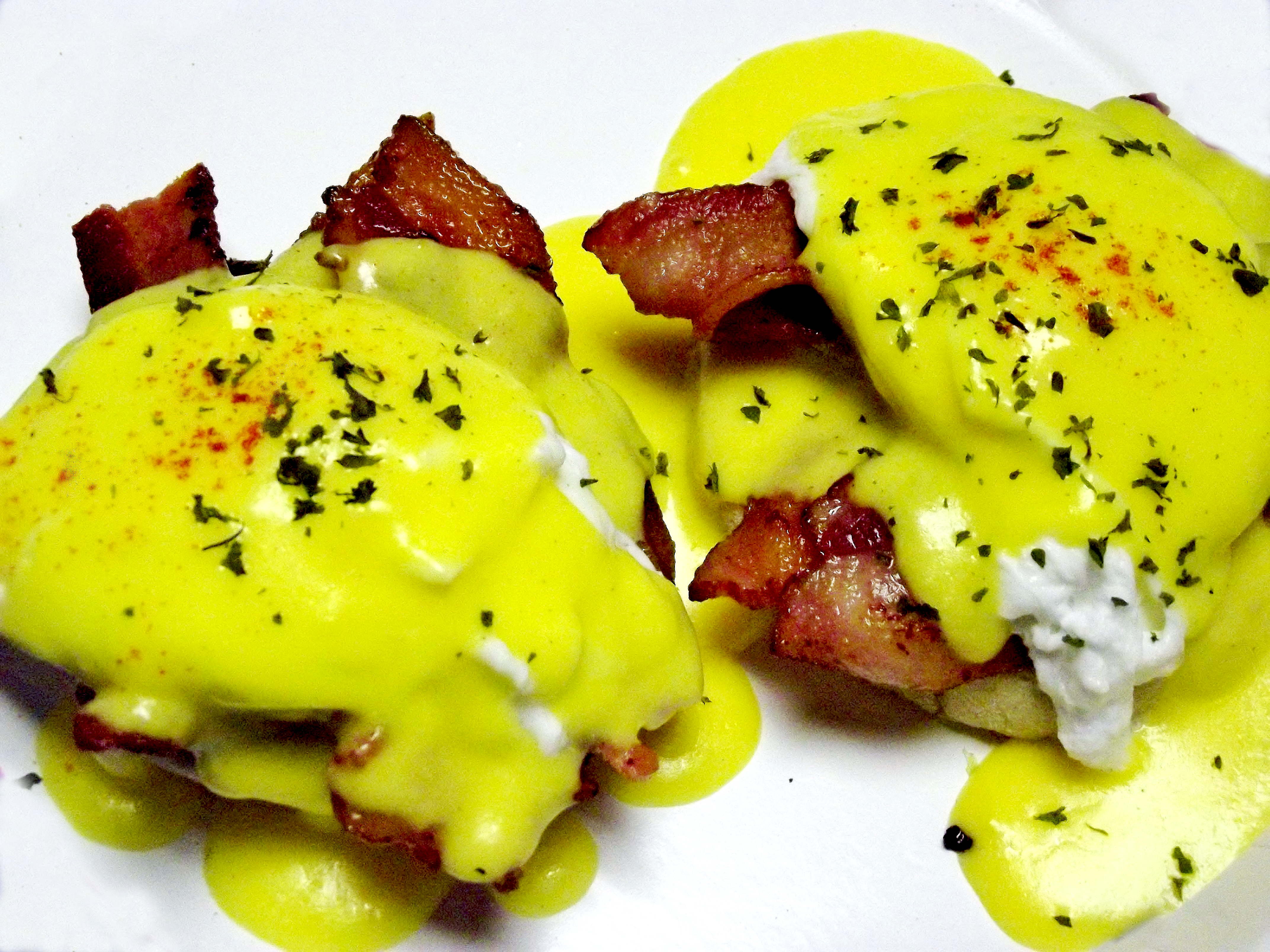
올랑데즈 소스를 얹은 에그 베네딕트

올랑데즈 소스(프랑스어: sauce hollandaise)는 버터와 레몬 과즙을 노른자를 사용하여 유화하고 소금과 소량의 후추를 양념한 것이다. 프랑스의 소스이며, 네덜란드의 소스를 본뜬해서 이름 것으로 알려져있다.

## 같이 보기
- 베아르네즈 소스